# Амперометричне титрування
Амперометричне титрування (англ. amperometric titration) — метод титриметричного аналізу, в якому вимірювані значення струму, що проходить через елемент, відкладаються відносно кількості доданого титранту. Різка зміна на кривій відповідає точці еквівалентності.
Амперометрична кінцева точка (англ. amperometric end-point) — точка перетину екстрапольованих прямолінійних ділянок на кривій титрування, яка є графіком залежності величини дифузійного струму від кількості доданого титранту при встановленому потенціалі індикаторного електрода таким чином, щоб реєструвався струм визначуваного йона.